# Odome Angone
Ferdulis Zita Odome Angone, née le 2 mars 1980 à Mitzic, est une écrivaine, activiste et professeure d'université gabonaise.

## Biographie

### Enfance et études
Odome Angone est née en 1980 à Mitzic, chef-lieu du Département de l’Okano dans le Woleu-Ntem, dans le nord du Gabon. Fille unique dans une fratrie de cinq enfants, elle a quatre frères,.
Odome Angone grandit à Mitzic où elle fait ses études primaires, puis les études secondaires à Libreville. Après l'obtention de son baccalauréat, elle entame ses études universitaires à l’université Cheikh Anta Diop de Dakar jusqu’à l’obtention de sa maîtrise. Elle poursuit ses études universitaires en Espagne et soutient en 2012 à l’université Complutense de Madrid, une thèse en philologie espagnole.
Après l'obtention de son doctorat, elle retourne au Gabon en 2012 dans l'espoir de travailler à l’Université de Libreville, mais elle n'est pas recrutée. En 2013, elle retourne en Espagne où elle réside pendant une année avant de s'installer au Sénégal en 2014[réf. nécessaire].
Adome Angone se définit comme une citoyenne gabonaise de nationalité espagnole, et sénégalaise par (ad)option. Elle parle Fang, français et espagnol.

### Carrière
Odome Angone est professeure de littérature afro-diasporique d’expression française et espagnole. Elle est enseignante-chercheure à l'Université Cheikh Anta Diop de Dakar,. Ses recherches portent également sur les violences systémiques et culturelles, le féminisme et patriarcat, la francophonie et le racisme systémique.
Elle publie son premier roman Roi-dieu coupé : prose d'un avatar postcolonial ou avatar d'une prose postcoloniale, Jets d'encre en 2013. En novembre 2020, elle publie Femmes noires francophones. Une réflexion sur le patriarcat, le sexisme et le racisme en Afrique subsaharienne aux XXe et XXIe siècles, un essai sur la condition des femmes noires d'Afrique subsaharienne.
Elle est membre du comité scientifique de la Fondation F.A. pour la Culture et le Leadership.

### Militantisme
Odome Angone est militante pour les  droits humains. Elle milite contre le racisme systémique ainsi que les discriminations et les violences faites aux femmes. En 2021, elle initie le mouvement #BalanceTonGoudronnier, à travers lequel des centaines de femmes dénoncent des violences sexuelles et viols dont elles ont été victimes.

## Publications
- Roi-dieu coupé: prose d'un avatar postcolonial ou avatar d'une prose postcoloniale, Éd. Jets d'encre, 2013 (ISBN 978-2-35485-477-5).
- « Mises en fiction du non désir de maternité », Revue critique de fixxion française contemporaine, no 24,‎ 15 juin 2022 (ISSN 2033-7019, DOI 10.4000/fixxion.2454, lire en ligne, consulté le 11 avril 2024).
- « Mises en fiction du non désir de maternité: Une lecture de La vengeance m’appartient de Marie NDiaye, Deux bébés et l’addition de Bessora et No quería ser madre de Melibea Obono », Revue critique de fixxion française contemporaine, no 24,‎ 11 juin 2022 (ISSN 2033-7019 et 2295-9106, DOI 10.4000/fixxion.2454, lire en ligne, consulté le 11 avril 2024).
- Femmes noires francophones: une réflexion sur le patriarcat et le racisme aux XXe – XXIe siècles, Hermann, coll. « Collection Kala éditions », 2020 (ISBN 979-10-370-0639-4).